# Hedwig von Olfers
Hedwig von Olfers, de soltera Hedwig von Staegemann (nascuda a Königsberg l'11 de maig de 1799 i morta a Berlín l'11 de desembre de 1891), va ser una escriptora i salonnière alemanya d'origen prussià.

## Família
Hedwig era filla del jurista, poeta i conseller d'estat prussià Friedrich August von Stägemann i d'Elisabeth Fischer, divorciada de Graun.
El 3 de desembre de 1823 es va casar a Berlín amb el metge i diplomàtic Ignaz von Olfers, amb qui va tenir quatre fills: Johanna (Nina), Marie, Hedwig i Ernst von Olfers. La família també incloïa la filla adoptiva d'una criada de Klein-Öls, Anna (Annerle) Richter (1851–1879), una música brillant, que va ser adoptada el 1852.

## Biografia

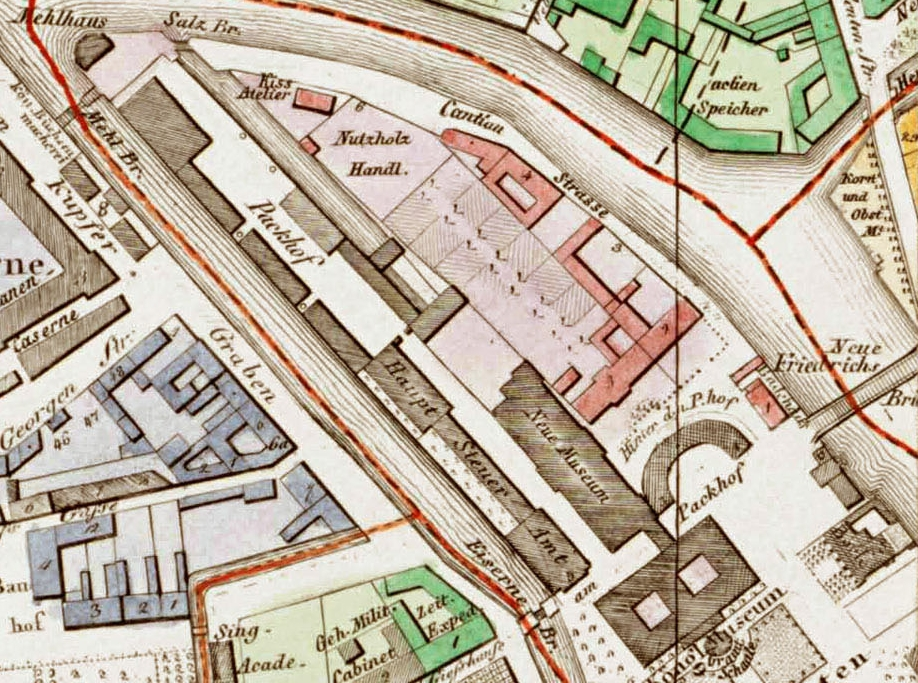
Cantianstraße, 4: casa de la família von Olfers fins al 1877; el seu Saló groc es trobava aquí

La casa d'Hedwig von Olfers va ser el centre social de la ciutat de Berlín durant el regnat dels reis Frederic Guillem III i Frederic Guillem IV. Des dels 16 anys, Hedwig von Staegemann va reunir al seu voltant la joventut culta i artística de Berlín a la sala d'estar de casa els seus pares, el conseller d'Estat Friedrich August von Stägemann i la seva dona, la salonnière Elisabeth von Stägemann. Es va convertir en l'arquetip de la bella molinera, quan l'any 1816, els convidats de la sala dels pares es van entretenir interpretant Rose, la molinera, una peça de societat de la seva composició. Hi participaren Wilhelm Müller, que després es va fer famós com a poeta (Die Schöne Müllerin, Winterreise), Luise Hensel, futura autora de poesia religiosa, el seu germà Wilhelm Hensel, que es va donar a conèixer a tot Europa com a retratista, Clemens Brentano i també el compositor Ludwig Berger, que, vuit anys abans que Schubert, va posar en música en forma de cicle tot de cançons populars escampades: Gesänge aus einem gesellschaftlichen Liederspiel Die Schöne Müllerin op. 11.
Després del seu matrimoni amb Ignaz von Olfers, metge, diplomàtic i posteriorment director general dels Museus Reials de Berlín, Hedwig von Olfers va voler continuar la mundanitat del saló dels seus pares amb l'esperit de la tradició del saló de Rahel Varnhagen von Ense. Artistes, erudits i representants de renom de la societat militar i de la cort es reunien, inicialment cada divendres, i després sovint els dijous, al voltant del te, per intercanviar idees i participar en vetllades musicals al Saló groc de Cantianstraße, 4; i a partir de 1877 a Margaretenstraße, 7.
Hedwig von Olfers sabia com aplegar persones de diferent ideologia política, extracció social, origen, religió i manera de pensar molt diversa. El seu estil va deixar empremta en tota una generació de salonnières, entre les quals Marie von Schleinitz, a qui ella mateixa va freqüentar en la seva vellesa. Hedwig von Olfers va morir als 92 anys d'una pneumònia i està enterrada a l'antic cementiri de Sant Mateu, a la tomba de la seva filla adoptiva Anna Richter.

## Habituals
Entre els habituals al seu saló hi havia altres salonnières com Karoline Friederike von Berg, Anna vom Rath, Ernestine von Wildenbruch, Maximiliane von Oriola, Amalie Malka Beer; polítics i homes de govern com el príncep Frederic Guillem de Brandenburg, el Gran Elector; artistes com els pintors Peter von Cornelius, Franz Krüger, Adolph von Menzel, Friedrich Wilhelm Schadow, Eduard Magnus, o el músic Joseph Joachim; les escriptores Gisela von Arnim, Luise Hensel, Charlotte von Kalb, Fanny Lewald, Friedrich de la Motte Fouqué, Theodor Mommsen –Premi Nobel de Literatura–, Heinrich von Kleist, Ludwig Tieck; historiadors, arqueòlegs i acadèmics com Ernst Curtius, Leopold von Ranke, Herman Grimm o Leopold von Ranke; l'explorador i naturalista Alexander von Humboldt; l'egiptòleg Karl Richard Lepsius; la soprano Henriette Sontag; els metges Hermann von Helmholtz o Karl Ferdinand von Gräfe, entre d'altres.

## Obres
A més d'un recull de poemes i petites obres literàries, són sobretot interessants els records, cartes i dietaris publicats en dos volums per la seva filla Hedwig Abeken. Es troben entre les fonts més importants en matèria de dietaris personals del segle xix.
- Der Kinder-Advokat (Berlín 1868)
- Eltern Leid und Lust (1873)
- Gedichte (Berlín 1892)
- Hedwig von Olfers, geb. v. Staegemann 1799–1891. Ein Lebenslauf.
  - BD. 1: Elternhaus und Jugend 1799–1815. Berlín 1908.
  - BD. 2: Erblüht in der Romantik, gereift in selbstloser Liebe. Aus Briefen zusammengestellt. 1816–1891. Berlín 1914.